# Głuchów (gromada w powiecie łańcuckim)
Głuchów – dawna gromada, czyli najmniejsza jednostka podziału terytorialnego Polskiej Rzeczypospolitej Ludowej w latach 1954–1972.
Gromady, z gromadzkimi radami narodowymi (GRN) jako organami władzy najniższego stopnia na wsi, funkcjonowały od reformy reorganizującej administrację wiejską przeprowadzonej jesienią 1954 do momentu ich zniesienia z dniem 1 stycznia 1973, tym samym wypierając organizację gminną w latach 1954–1972.
Gromadę Głuchów z siedzibą GRN w Głuchowie utworzono – jako jedną z 8759 gromad na obszarze Polski – w powiecie łańcuckim w woj. rzeszowskim na mocy uchwały nr 27/54 WRN w Rzeszowie z dnia 5 października 1954. W skład jednostki wszedł obszar dotychczasowej gromady Głuchów oraz osiedle po tzw. drogi krzyżowe z dotychczasowej gromady Dębina ze zniesionej gminy Kosina w tymże powiecie. Dla gromady ustalono 13 członków gromadzkiej rady narodowej.
31 grudnia 1961 gromadę zniesiono, włączając jej obszar do gromad Sonina (wieś Głuchów) i Białobrzegi (część wsi Dębina, w granicach jakich została włączona do gromady Głuchów w 1954 roku z byłej gminy Kosina) w tymże powiecie.